# Aderecista
Aderecista, é aquele que constrói adereços. Termo usual em Teatro, refere-se ao artesão que executa os objectos necessários ao jogo cénico, classificados em três sectores: Adereços de cenário, aqueles que estão presentes na cena para ajudar a criar a ambiência em que se desenrola a acção dramática (por exemplo, um quadro numa parede, uma escultura sobre uma peanha), Adereços de cena, aqueles que estão em cena e de que o actor se serve para executar uma acção ( por exemplo um copo por onde se bebe) e "Pertences" ou Adereço de Actor, os objectos que o actor transporta consigo para compor a personagem e/ou usar no contexto da trama ( por exemplo, um punhal, um anel ou uma bolsa). Em televisão por vezes designa o trabalhador que move e monta na posição os paineis de cenário e adquire no mercado os objectos para uso dos actores em estúdio ( correspondendo ao que no teatro se designa por Contra-regra) O artesão, para executar os adereços, segue os desenhos e indicações do Designer de Cena, do Figurinista e do Encenador, acompanha ensaios e usa materiais muito diversificados para essa execução. Por vezes é o próprio criador de adereços.